# اچ‌ام‌اس وینچستر (۱۸۲۲)
اچ‌ام‌اس وینچستر (۱۸۲۲) (به انگلیسی: HMS Winchester (1822)) یک کشتی بود که طول آن ۱۷۲ فوت (۵۲ متر) بود. این کشتی در سال ۱۸۲۲ ساخته شد.